# Вејхаузен
Вејхаузен (њем. Weyhausen) општина је у њемачкој савезној држави Доња Саксонија. Једно је од 41 општинског средишта округа Гифхорн. Према процјени из 2010. у општини је живјело 2.622 становника. Посједује регионалну шифру (AGS) 3151039.

## Географски и демографски подаци
Вејхаузен се налази у савезној држави Доња Саксонија у округу Гифхорн. Општина се налази на надморској висини од 56 метара. Површина општине износи 8,0 km². У самом мјесту је, према процјени из 2010. године, живјело 2.622 становника. Просјечна густина становништва износи 329 становника/km².